# Rekordbox
rekordbox ist eine DJ-Software von Pioneer DJ. Sie dient der Verwaltung und Vorbereitung sowie dem Abspielen von digitalen Musikdateien. Mit dem Programm können Discjockeys ihre Tracks analysieren, Playlisten erstellen, Cue-Punkte und Loops setzen sowie die Tracks für Live-Performances vorbereiten.

## Geschichte
Die erste Version von Rekordbox erschien im Juli 2009, parallel zur Einführung der CDJ-2000-Serie und war ausschließlich für das Musikmanagement gedacht.

### Versionen
| Version | Erscheinungsdatum | Funktionen/Neuerungen/Verbesserungen |
| ------- | ----------------- | --- |
| 1.0     | Juli 2009         | Rekordbox 1.0 war eine grundlegende Software, die DJs half, ihre Tracks zu organisieren und für die Performance vorzubereiten. Sie war der Beginn der Rekordbox-Reihe, die sich später zu einer umfassenden DJ-Softwarelösung entwickelte. Die erste Version war jedoch vor allem darauf ausgelegt, die Musikvorbereitung und den Export für die Verwendung auf Pioneer-Hardware zu optimieren. - Musikbibliotheksmanagement - Analyse von BPM und Beatgrid - Export auf USB oder SD-Karten - Interaktive Benutzeroberfläche - Kompatibilität mit Pioneer CDJ-2000 und CDJ-900 |
| 2.0     |                   | Rekordbox 2.0 legte den Grundstein für eine engere Verzahnung zwischen der Software und der Pioneer DJ-Hardware, wodurch die Nutzung in professionellen DJ-Setups noch effizienter wurde. - My Tag und Related Tracks - Verbesserte Analyse-Engine - Waveform-Verbesserungen - Sync-Funktion für kompatible Geräte - Verbesserte Benutzeroberfläche - Netzwerk-Funktion |
| 3.0     |                   | Mit Rekordbox 3.0 begann die Software, sich von einer reinen Musikmanagement- und Vorbereitungslösung zu einer vollwertigen DJ-Performance-Software zu entwickeln. Sie brachte viele Funktionen, die DJs in professionellen Live-Situationen brauchten, und ermöglichte eine tiefere Integration mit Pioneer DJ-Hardware. - Performance-Modus (Live-Mixing) - Unterstützung für Digital Vinyl System (DVS) - Verbesserte Beatgrid- und Key-Erkennung - Optimierung der Hardware-Kompatibilität - Verbesserte Benutzeroberfläche - Cloud-Integration (in späteren Versionen) |
| 4.0     |                   | Rekordbox 4.0 war ein bedeutender Meilenstein für die Software, da sie zu einer umfassenden DJ-Performance- und Musikverwaltungsplattform wurde. Die Erweiterung des Performance-Modus, die Einführung von Funktionen wie Pad FX und Beat Jump sowie die verbesserte Integration mit Pioneer DJ-Hardware machten sie zu einem leistungsstarken Tool für professionelle DJs. Zudem ermöglichte der Lighting-Modus eine vollständige Integration von Musik und Licht, was Rekordbox als All-in-One-Lösung für DJ-Performances und Shows etablierte. - Rekordbox DJ Performance-Modus - Erweiterte Audio-Engine - Verbesserte MIDI-Kompatibilität - Integration mit Pioneer DJ-Hardware - Lighting-Modus - Verbesserte Bibliotheks- und Playlist-Verwaltung - Cloud-Synchronisation (in späteren Updates) |
| 5.0     |                   | Mit Rekordbox 5.0 wurde die Software zu einem noch umfassenderen Tool für DJs, das nicht nur das Musikmanagement und die Performance-Features verbesserte, sondern auch Cloud-basierte Funktionen integrierte und die Nutzung von DVS-Systemen (DVS) unterstützte. Diese Version brachte Rekordbox noch näher an die Anforderungen von professionellen DJs und Live-Performances heran und zeigte, dass Pioneer DJ mit Rekordbox in der Lage war, eine echte All-in-One-DJ-Software-Lösung anzubieten. - Cloud-Synchronisation - Verbesserte Performance-Funktionen - Digital Vinyl System (DVS) - Neue Analysefunktionen - Erweiterte Hardware-Kompatibilität - Neue Benutzeroberfläche - Neuer Lighting-Modus (in späteren Updates) |
| 6.0     | 14. April 2020    | Rekordbox 6.0 war ein großer Schritt in Richtung einer noch flexibleren und leistungsfähigeren DJ-Software, die sowohl auf Cloud-basierte Technologien setzt als auch die Hardware-Integration weiter verbessert. Das neue Abonnement-Modell ermöglichte es den Nutzern, die Software je nach Bedarf zu wählen, während die erweiterten Funktionen im Performance-Modus und die Cloud-Synchronisation die Nutzung noch praktischer und kreativer machten. Diese Version hat Rekordbox als eine der führenden DJ-Softwarelösungen etabliert, die sowohl für professionelle DJs als auch für Hobbyisten geeignet ist. - Abonnement-Modell (Free, Core, Creative, Professional) - Cloud-Synchronisation - Cloud Direct (Speicherintegration) - Verbesserter Performance-Modus - Verbesserte MIDI- und Hardware-Kompatibilität - Rekordbox-Mobile App (Verbesserungen) - Neues Export-Format (Rekordbox Cloud) - Verbesserte Benutzeroberfläche und Usability            |
| 7.0     | 14. Mai 2024      | Rekordbox 7.0 brachte eine Vielzahl von innovative Funktionen, die Rekordbox noch mächtiger machten, sowohl für Musikvorbereitung als auch für Live-Performances. Besonders hervorzuheben ist die Integration von AI-gestützten Musikvorschlägen, die den kreativen Prozess des Mixens revolutionierten, und die umfassendere Cloud-Integration, die DJs noch mehr Flexibilität und Zugriff auf ihre Musik ermöglichte. Mit neuen Performance-Features, erweiterten Video-Mixing-Optionen und einer optimierten Benutzeroberfläche wurde Rekordbox 7.0 zu einer noch umfassenderen Lösung für professionelle DJs und Performance-Künstler. - AI-basierte Musikvorschläge (Auto-Track Suggestions) - Verbesserte Performance-Features - Erweiterte Cloud-Integration und Funktionen - Erweiterte Video-Funktionalität - Neue Analyse-Tools und Musik-Tagging - Optimierte Benutzeroberfläche (UI) - Neue Effekte und Instrumente - Erweiterte Hardware-Kompatibilität |